# Protocollo informatico
Il protocollo informatico è un sistema di gestione del registro di protocollo e dei documenti un ente (sia una pubblica amministrazione o soggetto di diritto privato).

## Descrizione, funzioni ed utilizzo
Dal protocollo cartaceo si può sapere quando un documento è arrivato, chi l'ha spedito e viceversa quando è stato inviato e a chi. Con il protocollo informatico sono invece previste anche le funzioni di ricerca per numero di protocollo, classificazione, non solo in funzione all'oggetto, ed è inoltre possibile ottenere la reportistica, per esempio sul tempo che intercorre tra la registrazione e la classificazione, sui segmenti procedurali in ritardo, può essere individuata una sofferenza temporale e conoscere quanti sono gli atti elaborati dai singoli elementi dell'unità organizzativa, consentendo quindi di rimodulare i carichi di lavoro.

## Nel mondo

### Italia
Il D.P.R. 20 ottobre 1998, n. 428 - emanato ai sensi della legge 15 marzo 1997, n. 59 - costituì un regolamento con le norme per la gestione del protocollo informatico da parte delle amministrazioni pubbliche, specificando che entro cinque anni, a partire dal primo gennaio 1999, la pubblica amministrazione italiana avrebbe dovuto provvedere a realizzare o revisionare dei sistemi informativi automatizzati finalizzati alla gestione del protocollo informatico e dei procedimenti amministrativi in conformità al regolamento del 1998 ed alle disposizioni della legge 31 dicembre 1996 numero 675, e dei relativi regolamenti di attuazione.
Infine la materia venne sistemata nel DPR 28 dicembre 2000, n. 445 che inoltre individua nella figura del responsabile del servizio per la tenuta del protocollo informatico, della gestione dei flussi documentali e degli archivi il referente principale di ogni organizzazione della pubblica amministrazione.
Il codice dell'amministrazione digitale del 2005 poi introdusse molte novità circa il protocollo informatico.